# Ompundja

Wahlkreiskarte von Ompundjahana

Ompundja, selten auch Ombundja (Oshivambo für Steinböckchen), ist eine Ansiedlung und Kreissitz des gleichnamigen Wahlkreises in der Region Oshana im nördlichen Namibia. Der Ort liegt rund 14 Kilometer südlich von Oshakati, der Hauptstadt von Oshana.
Der gesamte Wahlkreis Ompundja hat 4423 Einwohner (Stand 2001).